# Antonín Dostálek
Antonín Dostálek (28. září 1882 Hulín – 9. srpna 1938 Brno) byl moravský hudební skladatel a klavírista.

## Život
Po maturitě v roce 1901 na kroměřížském gymnáziu se soukromě učil hudbě u profesora Nešvery. Dostálek patřil vůbec k prvním členům Pěveckého sdružení moravských učitelů, jednoho z nejvýznamnějších hudebních těles Moravy 20. století. Po studiích filosofie odešel učit do Košic, kde se aktivně podílel na kulturním životě města. Na Slovensku také propagoval moderní českou hudbu (např. Janáčka, Martinů, Suka a Nováka). Jako vynikající klavírista často doprovázel i sólisty. Je také autorem několika scénických skladeb.